# MTVオーストラリア・アワード
MTVオーストラリア・アワード（MTV Australia Awards、旧名称MTV Australia Video Music Awards）はMTVオーストラリアが主催するオーストラリアの音楽賞。

## 概要
第1回は2005年3月3日に開催された。米国のMTV Video Music Awardsのオーストラリア版として初めて行われた。2006年と2007年はエイサー・アリーナで開催されたが、2008年はオーストラリアン・テクノロジー・パークで行われた。

## 歴代受賞者

### 年間最優秀ビデオ賞
- 2005年：The Dissociatives「Somewhere Down The Barrel」
- 2006年：Anthony Callea「The Prayer」
- 2007年：サーティー・セカンズ・トゥ・マーズ「The Kill」
- 2008年：デルタ・グッドレム「Believe Again」
- 2009年：P!NK「ソー・ホワット」